# زراعة العظام

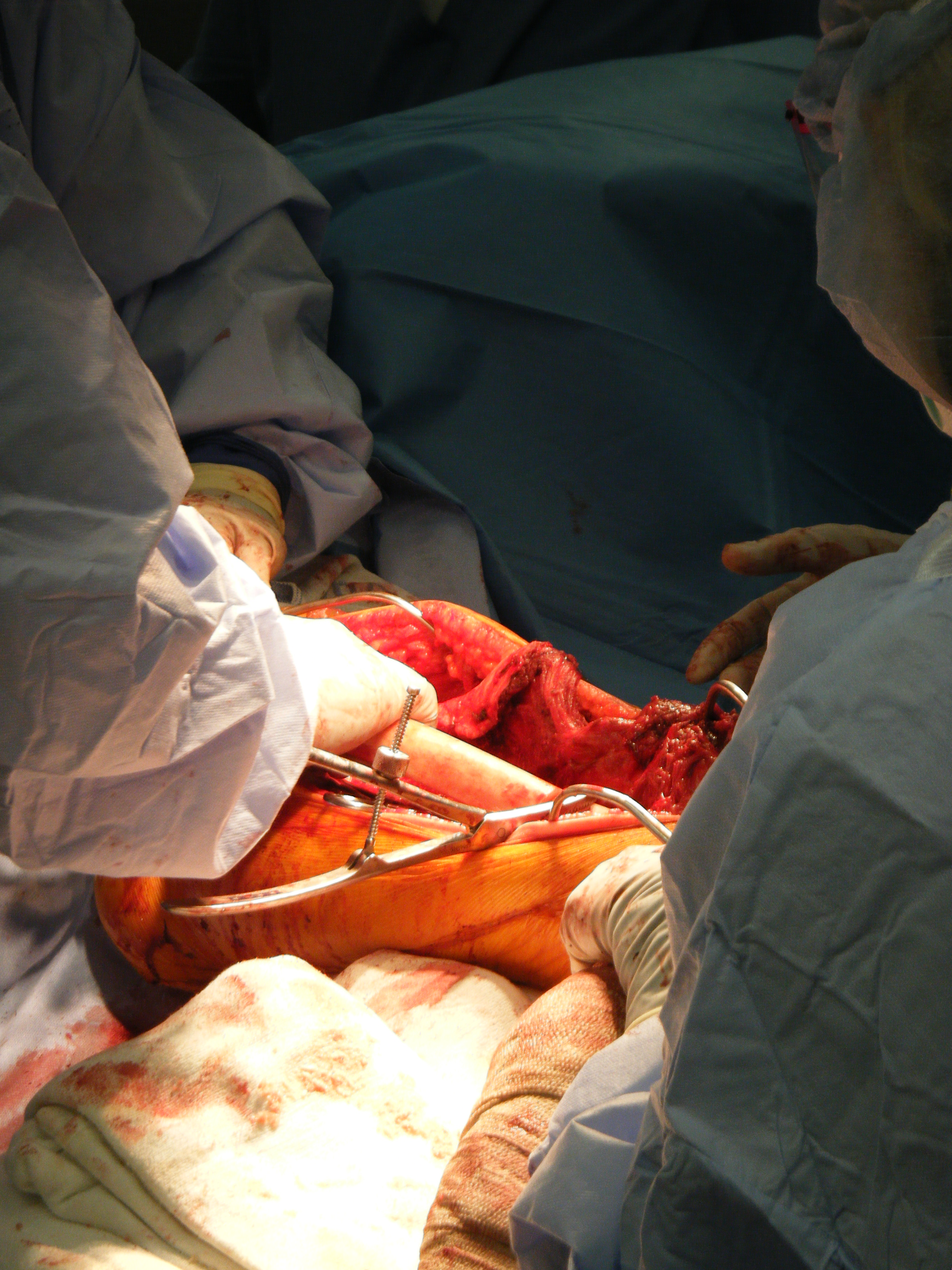
جراح يضع الطعم العظمي في موقعه خلال إنقاذ أحد الأطراف

زراعة العظام هي عملية جراحية يتم فيها تعويض الأجزاء المفقودة من العظم الذي تعرض لحالات الكسر المعقدة والشديدة، والتي يكون لها خطر صحي على الإنسان، أو في حالات الكسور التي لم يجبر فيها العظم بالشكل السليم.
العظم بشكل عام لديه القدرة على تجديد نفسه بشكل كامل، ولكن هذا يتطلب وجود فراغ صغير بالكسر ليسمح بعملية التجدد بالإضافة إلى وجود بعض أنواع السقالة (العناصر الأساسية المكونة للعظام) ؛ ليتم تعويض العظم المفقود.
عملية زراعة العظام يمكن أن تكون ذاتية المنشأ، أي أن العظم يؤخذ من جسم المريض نفسه، عادة من العرف الحرقفي، أو أن تكون غير ذاتية المنشأ أي أن العظم في هذه الحالة يؤخذ من الجثث التي تكون موجودة في بنك العظام، أو أن تكون عملية الزراعة اصطناعية (عادة من مادة الهيدروكسي أباتايت والعناصر الطبيعية الأخرى في الحياة التي تحمل خصائص ميكانيكية مشابهة للعظام).معظم الطعم العظمية يتوقع أن تمتص وتستبدل بعظم طبيعي خلال عدة أشهر من عملية الزراعة أو التطعيم.
هناك مبادئ تتطلبها عملية زراعة العظام الناجحة منها:التوصيل العظمي (أي توجيه النمو الإصلاحي للعظم الأصلي الطبيعي) والحث العظمي (أي تشجيع الخلايا غير المتمايزة لتصبح خلايا بناء للعظم) وتكون العظم (خلايا العظام الحية الموجودة في المادة المطعمة تساهم في إعادة بناء العظم).
عملية التكون العظمي يمكن أن تحدث بفعل أنسجة ذاتية المنشأ، أي من نفس الشخص الذي سيتم زراعة العظم له، أو من أنسجة غير ذاتية المنشأ تؤخذ من شخص آخر.

## الآلية الحيوية
|                       | التوصيل العظمي | الحث العظمي | التكون العظمي |
| --------------------- | -------------- | ----------- | ------------- |
| الطعم اللاعضوي        | +              | –           | –             |
| الطعم الأجنبي         | +              | –           | –             |
| الطعم غير ذاتي المنشأ | +              | +/–         | –             |
| الطعم ذاتي المنشأ     | +              | +           | +             |

عملية زراعة العظم هي عملية متاحة ويمكن عملها بسبب وجود الأنسجة العظمية، والتي تختلف عن معظم الأنسجة الأخرى في أن لديها القدرة على التجدد بشكل كامل إذا ما وجد الفراغ الذي يسمح بذلك، وبمجرد أن يبدأ العظم الطبيعي بالنمو، سوف يحل محل المادة التي تم زراعتها (تطعيمها)بشكل كامل، وبالتالي تنتج منطقة متكاملة ومندمجة من العظم الجديد.
الآليات الحيوية التي تزودنا بالسبب المنطقي لعملية زراعة العظم هي آلية التوصيل العظمي، والحث العظمي، والتكون العظمي.

### التوصيل العظمي
تحدث آلية التوصيل العظمي بحيث تكون المادة العظمية المزروعة (المطعمة)أساسًا لنمو العظم الجديد الذي يخلد من خلال نمو العظم الأصلي ذاته.خلايا البناء العظمية (Osteoblasts) المتواجدة على حدود المنطقة التي تم زراعة المادة العظمية المطعمة فيها تعمل كهيكل وأساس يتم من خلاله تكون العظم الجديد . بالنهاية يجب أن تكون المادة المطعمة مادة توصل العظم ببعضه.

### الحث العظمي
آلية الحث العظمي تتطلب تحفيز الخلايا السالفة العظمية حتى تتمايز إلى خلايا بناء عظمية لتبدأ عملية تشكيل العظم الجديد.من أكثر أنواع الدراسات انتشارًا والتي تبحث في وسائط التحفيز العظمية هي البروتينات العظمية المشكلة(BMPs). المادة العظمية المطعمة التي تقوم بعملية التوصيل والتحفيز العظمي لن تكون فقط أساسًا لخلايا البناء العظمية الموجودة بالأصل، بل سوف تثير أيضًا عملية تكوين خلايا بناء عظمية جديدة وبالتالي تحفز عملية اندماج العظم بشكل أسرع.

### التعزيز العظمي
التعزيز العظمي يتطلب تحسين عملية الحث العظمي بدون امتلاك خصائصه، مثال:استخدام مشتقات النسيج المينائي (من مادة المينا) ؛ لتحسين تأثير الحث العظمي للطعم العظمي غير ذاتي المنشأ ولكن هذه العملية لن تحفز عملية تجدد العظم وحدها.

### التكون العظمي
تحدث عملية تكون العظم عندما تقوم خلايا البناء العظمية الناتجة من الطعم العظمية لنمو عظم جديد مع عملية نمو العظم الناتج عن عملية الحث والتوصيل العظمي.

### الطعم الذاتي

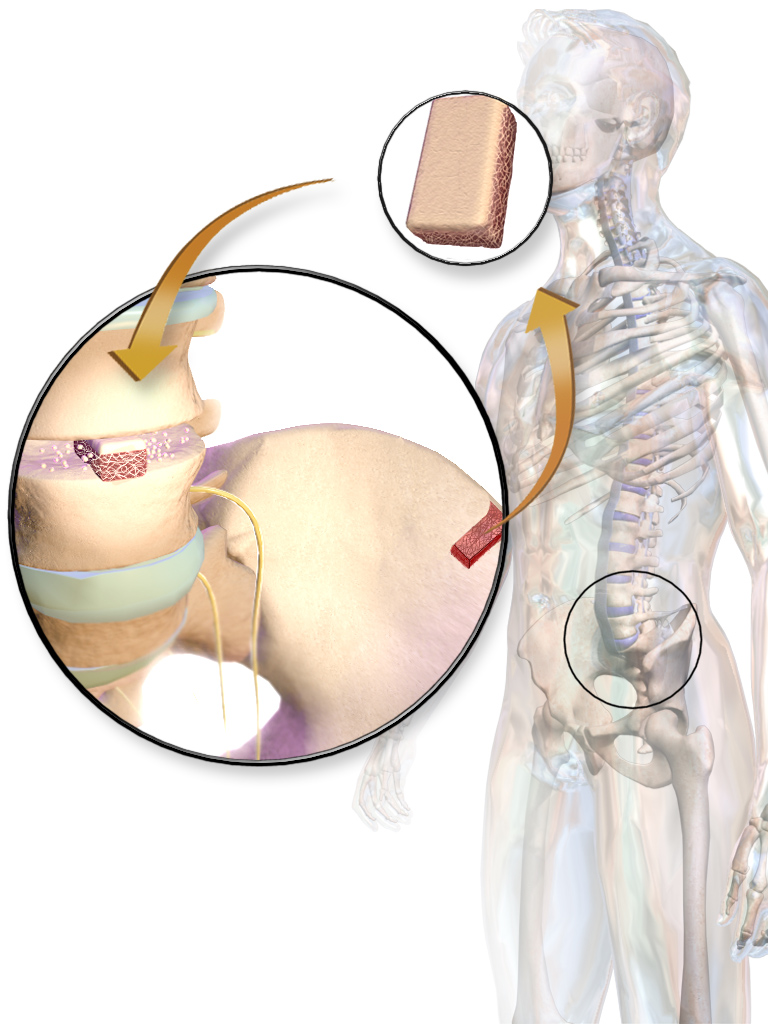
صورة توضيحية لطعم ذاتي تم أخده من العرف الحرقفي.

هي العملية التي تتطلب استخدام العظم الذي يؤخذ من نفس الشخص الذي سوف يستلم الطعم. العظم الذي سيتم زراعته يمكن أن يؤخذ من عظم غير أساسي مثل :عظم العرف الحرقفي المصدر الأكثر شيوعًا في عمليات الفم وعمليات الفك العلوي والوجه من عظم الفك السفلي (منطقة الذقن)،طبعًا هذا الكلام صحيح على وجه الخصوص في الحالات التي يسد فيها الطعم المنطقة الصغيرة التي تحتاج ذلك .عندما يتشكل الطعم يكون العظم الناتج من طعم ذاتي المنشأ أفضل لأنه في هذه الحالة يقل خطر رفض الطعم (بما أنه من الشخص نفسه). وكما ذكر بالجدول أعلاه أن الطعم قد يكون لعملية الحث والبناء العظمي بالإضافة إلى أنه قد يكون لعملية التوصيل العظمي.
الجانب السلبي في عملية الطعم ذاتي المنشأ هو أنه هناك مكانًا أخر في جسم الشخص نفسه سيخضع لعملية جراحية إضافية وبالتالي سيخضع للألم بالإضافة إلى المضاعفات الأخرى .
العظم ذاتي المنشأ بشكل نموذجي يؤخذ من مصادر فموية داخلية مثل :عظم الذقن، أو مصادر غير فموية خارجية مثل :عظم العرف الحرقفي، وعظم الساق (عظم الشظية)،وعظم الضلوع، وعظم الفك السفلي وحتى عظم الجمجمة أيضًا.
كل العظام تحتاج لأن تزود بالدم في المكان الذي تم زراعتها فيه، وبالاعتماد على المكان الذي تتم فيه عملية الزراعة وعلى حجم الطعم المزروع قد يتطلب العظم كمية إضافية من الدم.
يتم في هذا النوع من المطاعيم انتزاع جزء من الغشاء العظمي، وتزويد العظم الذي تم أخذه بالأوعية الدموية التي يحتاجها وبالتالي سمي هذا النوع من المطاعيم بالطعم العظمي الحيوي.
عملية التطعيم الذاتي يمكن أن تحدث دون الحاجة إلى هيكل عظمي صلب مثال:استخدام العظم الذي يستخلص من الشوك الحرقفي الأمامي العلوي، في هذه الحالة تكون هناك آلية الحث والتكون العظمي دون آلية التوصيل العظمي ؛ وذلك لعدم استخدام بناء عظمي صلب في هذه الحالة .
يمكن استخلاص كمية كبيرة من الطعم العظمية ذاتية المنشأ من عظم الذقن الأسفنجي، والتي تستخلص بطريقة سهلة تحت تأثير المخدر .قرب المكان الذي تم أخذ الطعم منه والمكان الآخر الذي سيزرع فيه الطعم يقلل الوقت والتكلفة .طبعًا من محاسن عملية التطعيم الذاتي إتاحة عملية جراحية مريحة وقلة حالات الوفاة بهذه الطريقة وتقليل مدة البقاء بالمستشفى وتجنت الندب الجلدية.

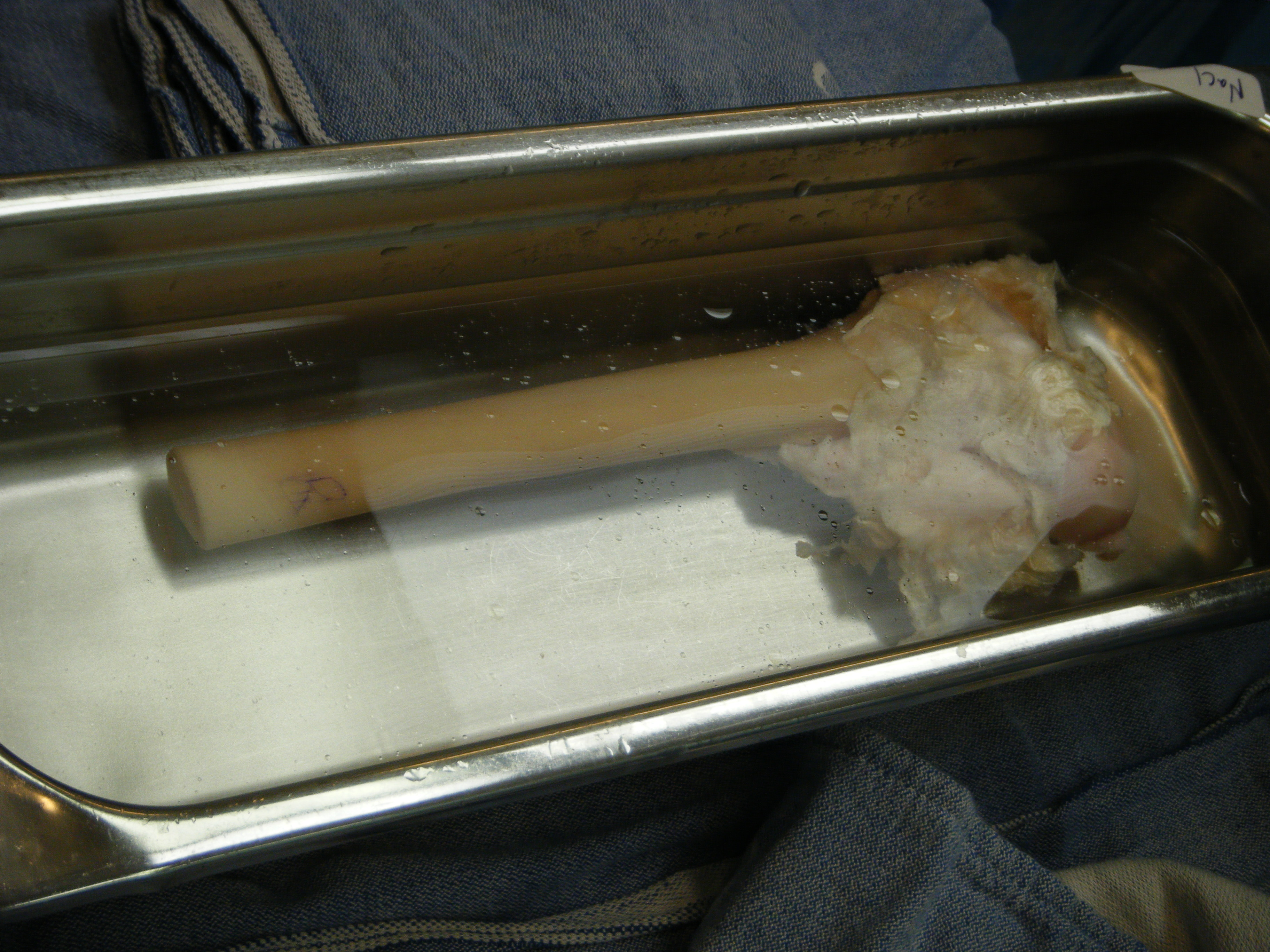
الطعم غير ذاتي المنشأ.

### الطعم العاجي
نحصل على الطعم العاجي من الأسنان المنزوعة،العاج يتألف من 85% من بنية الأسنان، أما المينا فتتكون من المعادة بالإضافة إلى 10% من بنية الأسنان .العاج ليس كالعظام في مكوناته الكيميائية حيث أن 50% من مكونات العاج هي معادن و50% أنسجة عضوية، وغالبًا النوع الأول من الكولاجين الليفي. العاج كالعظام يمكن أن يطلق عوامل للنمو والتمايز عندما يعاد امتصاصه من خلال ناقضة العظام(ناقضة العظم).
العديد من الشركات طورت عمليات طبية سريرية لطحن وتصنيف وتنظيف الأسنان للاستخدام الفوري أو المستقبلي ؛ بهدف الحصول على عاج يمكن استخدامه ويكون خالي من البكتيريا . في كوريا قام بنك الأسنان بإعادة تدوير 38000 سن لمرضى من شهر كانون الثاني /2009 إلى تشرين الأول /2012.

### الطعم غير ذاتي المنشأ
العظم غير ذاتي المنشأ يتشابه مع الطعم ذاتي المنشأ في أنه يؤخذ من الإنسان، ولكن الاختلاف هنا أن العظم يؤخذ من شخص آخر غير الذي سوف يستلم الطعم.
العظم غير ذاتي المنشأ يمكن أن يؤخذ من الجثث التي تم التبرع بعظامها، وبالتالي يمكن للأشخاص الأحياء أن يستخدموها عند الحاجة. المصدر الأساسي للحصول عليها هو بنك العظام ،و بنوك العظام أيضًا تزودنا بعظام غير ذاتية المنشأ يكون مصدرها الأشخاص الأحياء الذين تبرعوا بجزء من عظامهم (غالبًا هم نزلاء المستشفيات الذين خضعوا لعمليات استبدال للورك بشكل كامل). طوال عملية استبدال الورك بشكل كامل، جراح تقويم العظام يقوم ينزع رأس العظم الفخذي، الجزء الضروري من العملية ليتمكن من إدخال الورك الاصطناعي .
رأس العظم الفخذي هي منطقة خشنة نوعًا ما وكروية من العظم، موجودة في نهاية عظم الفخذ ،مع نصف قطر يتراوح ما ين 45مم إلى 56مم في المراهقين. رأس العظم الفخذي عادة يرمى في مخلفات المستشفى في نهاية العملية الجراحية، لكن في حال رضي المريض بعدد من التنظيمات المشددة، بالإضافة إلى المعايير التاريخية الطبية الاجتماعية، وتم حصوله على الموافقة المستنيرة، عندها رأس العظم الفخذي يوضع في بنك للعظام.
هنالك ثلاثة أنواع من العظام غير ذاتية المنشأ:
1. العظام الجديدة المجمدة.
2. العظام الجافة المجمدة.
3. العظام الجافة المجمدة الخالية من المعادن.

### متنوعات صناعية

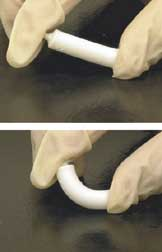
مرونة مركب Hydrogel-HA ،حيث تكون نسبةالمعادن للحشوةالعضوية قريبة لعظم الإنسان.

العظم الصناعي يمكن أن يصنع من السيراميك مثل :فوسفات الكالسيوم (مثال:الهيدروكسي أباتايت والفوسفات ثلاثي الكالسيوم) وكبريتات الكالسيوم.كل هذه المواد نشطة بيولوجيًا بدرجات مختلفة اعتمادًا على ذوبانها في البيئة الفسيولوجية.
في الآونة الأخيرة، تم استخدام المعادن القابلة للتحلل مثل المغنيسيوم والحديد والزنك كغرسات لتثبيت الكسور بسبب توافقها الحيوي.
يمكن استخلاص هذه المواد مع عوامل النمو والأيونات مثل:السترونتيوم ، أو أن تكون مختلطة مع نخاع العظم ، يحيث يؤدي إلى زيادة النشاط البيولوجي .
بعض الكتاب يعتقدون بأن هذه الطريقة تقع تحت مسمى التطعيم ذاتي المنشأ، بحيث أن العدوى ورفض الطعم أقل بكثير من المخاطر بالإضافة، إلى أن الخواص الميكانيكية مثل معامل يونغ قابلة للمقارنة مع العظام.
وجود عناصر مثل :السترونتيوم يمكن أن يؤدي إلى ارتفاع كثافة المعادن في العظام وتعزيز تكاثر خلايا البناء العظمية (Osteoblasts) في الجسم الحي.

### الطعم الأجنبي
يستخلص الطعم العظمي الأجنبي من أنواع من الكائنات الحية غير الإنسان مثل:العظم البقري أو مؤخرًا عظم الخنازير والتي يمكن تجميد عظامها الجافة أو بعد إزالة المعادن والبروتينات منها.
الطعم الأجنبي عادة يوزع فقط كأنسجة مكلسة، فالمرجان المتشعب هو نوع ن أنواع المرجان الذي يتم استخلاصه ومعالجته ليصبح نوع من المطاعيم غير ذاتية المنشأ والتي تسمى (الحبيبات المشتقة من المرجان).
المطاعيم غير ذاتية المنشأ المعتمدة على المرجان هي بشكل رئيسي كربونات الكالسيوم مع نسبة مهمة من الفلورايد الذي تكمن أهميته في تحفيز تطور العظم. بينما العظم الطبيعي للإنسان يتكون من الهيدوكسي أباتايت مع فوسفات الكالسيوم والكربونات .
المادة المرجانية إما أن تحول صناعيًا إلى الهيدروكسي أباتايت من خلال عملية حرارية مائية، وبالتالي نحصل على طعم أجنبي غير قابل للامتصاص، أو أن هذه العملية تهمل، والمادة المرجانية تبقى كما هي مكونة من كربونات الكالسيوم لعملية امتصاص أفضل من قبل العظم الطبيعي، ثم فيما بعد يشبع الطعم الأجنبي المرجاني مع جل المحاليل المحفزة للنمو.

### الطعم اللاعضوي
الطعم اللاعضوي يمكن أن يكون من مادة الهيدروكسي أباتايت ، وهو معدن طبيعي بالإضافة إلى أنه من أهم العناصر المعدنية المكونة للعظم .الهيدروكسي أباتايت يمكن أن يصنع من الزجاج النشط حيويًا، وهو عبارة عن طعم عظمي اصطناعي حيث انه الأكثر استخدامًا من المطاعيم الصناعية الأخرى، ويعود السبب في ذلك إلى الصلابة والقبول من العظم لهذه المادة .
بعض المطاعيم العظمية الصناعية تصنع من كربونات الكالسيوم والتي بدأت بالانخفاض من ناحية الاستخدام، وذلك لأنها قابلة للامتصاص بوقت قصير مما يجعل من السهل كسر العظم مرة أخرى[بحاجة لمصدر].
الفوسفات ثلاثية الكالسيوم والتي تستخدم الآن مع الهيدروكسيل أباتايت يعطيان تأثير على التوصيل العظمي وزيادة القدرة الامتصاصية .
المركبات الكيميائية مثل بعض الصفوف التي يسهل اختراقها من البولي ميثل ميثا كريلات، ومختلف الاكريلات الأخرى مثل البولي هيدروكسيل ايثيل ميثا كريلات المغطى بهيدروكسيد الكالسيوم بهدف الالتصاق، تستخدم كطعوم لا عضوية لتثبيط العدوى ومرونتها الميكانيكية والتوافق مع الحياة.
الطحالب البحرية المتحجرة مثل مخزونات الكورالينا ، تتكون من الفلوروهيدروكسي أباتيتك، والتي يشبه هيكلها العظم البشري، وتقوم بعملية امتصاص تدريجية، لذلك تم معالجتها وتوحيدها كنوع من المطاعيم العظمية اللاعضوية (فلوروهيدروكسي أباتيتك).

### عوامل النمو
تنتج عوامل النمو المعززة والمطعمة باستخدام تكنولوجيا الحمض النووي .وهي تتألف إما من عوامل نمو بشرية أو عوامل محدثة التخلق(البروتينات العظمية التخلقية بالتزامن مع المتوسط الناقل مثل الكولاجين).

## الاستخدامات

### زراعة الأسنان
الاستخدام الأكثر شيوعًا لزراعة العظام هو في زراعة الأسنان ؛ لاستعادة المنطقة من الفم عديمة الأسنان (Edentulous area) .عملية زراعة الأسنان تتطلب أن يكون العظم تحتها للحصول على الدعم والتكامل السليم في الفم. الأشخاص عديمي الأسنان لفترة طويلة قد لا يكون لديهم العظم الكافي في المناطق اللازمة، في هذه الحالة يمكن أن يؤخذ العظم من منطقة الذقن، أو من الثقوب التجريبية للزراعة، أو حتى من العرف الحرقفي للحوض وإدراجها في الفم تحت مكان الزرع الجديد.
بشكل عام، زراعة العظم إما أن تستخدم ككتلة واحدة (مثل عظم الذقن أو عظم الفرع التصاعدي من الفك السفلي) ، أو يستخدم كعملية جزئية من أجل أن تكون قادرة على التكيف بشكل أفضل مع العيب أو الخلل.
عملية زراعة الأسنان هي عملية جراحية فموية متخصصة يتم تطويرها لإعادة تأسيس عظم الفك الضائع، هذه الخسارة يمكن أن تكون نتيجة لعدوى الأسنان الخراج ، أو أمراض اللثة أو الصدمة . هناك أسباب مختلفة لاستبدال أنسجة العظام المفقودة ولتشجيع نمو العظام الطبيعية، ولكل سبب أسلوب يعالج عيوب عظم الفك بشكل مختلف .
من الأسباب التي قد يكون فيها حاجة لزراعة الأسنان :زيادة الجيوب الأنفية، أو زيادة النتوء، أو الحفاظ على التجويف، أو التجديد.

### عمود الساق (الشظية)
طعم عظمي آخر شائع ويعد أكثر أهمية من تلك المستخدمة لزراعة الأسنان . بعد أن يتم إزالة جزء من عمود الشظية، النشاطات الطبيعية مثل الجري والقفز يسمح بها للساق التي تعاني من الخلل . وقد استخدم عظم الساق (الشظية)الطعم المليء بالأوعية الدموية لاستعادة تكامل العظام الطوية للأطراف والتي يوجد فيها عيوب خلقية، واستبدال أجزاء من العظام بعد الصدمة أو غزو ورم خبيث لها. تتم إزالة الغشاء العظمي والشريان المغذي عمومًا مع قطعة العظم المزالة ؛ بالتالي يبقى العظم على قيد الحياة وينمو عند زراعته في موقع جديد.وبمجرد أن يتم تامين العظم المزروع في مكانه الجديد يقوم بإعادة إمداد الدم إلى العظم الذي اتصل معه.

### أخريات
بالإضافة إلى الاستخدام الرئيسي لزراعة العظام – في زراعة الأسنان – تستخدم هذه العملية لدمج المفاصل لمنع الحركة، وإصلاح العظام المكسورة التي لديها فقدان بالعظم وإصلاح كسور العظام التي لم تلتئم بعد.
تستخدم عملية زراعة العظام على أمل أن العظام المعيبة (التي تعاني من خلل) سوف تلتئم، أو سوف تنمو قليلًا دون نقض الطعم.

## العملية
اعتمادا على المكان الذي سوف تتم فيه عملية الزراعة، أطباء مختلفين يمكن أن يطلبوا للقيام بالعملية . الأطباء الذين يقومون بعملية الزراعة غالبًا ما يكونوا جراحي عظام، أو جراحي الأذن والأنف والحنجرة، أو جراحي الرأس والعنق والأعصاب، أو جراحي القحفى، أو جراحي الفم والوجه والفكين، أو جراحي العناية بالقدم، أو اختصاصيي دواعم الأسنان، أو أطباء الأسنان واختصاصي زرع الأسنان.

## الأخطار
كما في أي عملية أخرى هناك مخاطر تتطلبها هذه العملية منها التفاعلات المتعلقة بالطب، ومشاكل التنفس والعدوى. العدوى تحدث في اقل من 1% من الحالات وتكون قابلة للشفاء من خلال المضادات الحيوية . وإجمالًا الأشخاص الذين يعانون من أمراض سابقة هم أكثر عرضة لإصابتهم بالعدوى مقارنة بأولئك الأصحاء.

### أخطار عملية الزراعة من عظم العرف الحرقفي
بعض المخاطر والمضاعفات الناجمة عن زراعة العظم المأخوذ من منطقة العرف الحرقفي :
- فتق الأمعاء المكتسب (هذا يصبح خطر على المواقع الكبيرة من المنطقة المانحة (أكبر من 4سم)[19] حيث تم الإبلاغ عن 20 حالة في الادب من عام 1945 وحتى 1989[22] وقد ذكر فقط بضع مئات من الحالات في جميع أنحاء العالم.[23]
- ألم الفخذ المذلي (وتسمى إصابة العصب الفخذي الجلدي بمتلازمة برنار –روث).
- عدم الاستقرار في الحوض .
- الكسر (نادرة للغاية وعادة من عوامل أخرى).[24][25]
- إصابة الأعصاب الالوي (وهذا سوف يسبب ألام الحوض الخلفي الذي يزداد بفعل الجلوس).
- إصابة العصب الحرقفي الاربي.
- ورم دموي بسيط (شائع).
- ورم دموي عميق يتطلب التدخل الجراحي .
- ورم مصلي .
- إصابة الحالب .
- دم كاذبة من الشريان الحرقفي[26]
- زراعة الورم
- عيوب شكلية (ناجمة بصورة رئيسية من عدم الحفاظ على حافة الحوض العلوية )
- ألم مزمن

العظم الذي يستخدم في عملية الزراعة ويؤخذ من الجهة الخلفية للعرف الحرقفي يؤدي إلى معدلات أقل من الاعتلال، ولكن اعتمادًا على نوع الجراحة قد نحتاج إلى النقر، في حين أن المريض تحت تأثير التخدير العام.

## الشفاء والرعاية اللاحقة
الوقت الذي يستغرقه الفرد للشفاء يعتمد على شدة الإصابة، وقد تستغرق المعالجة في أي مكان من أسبوعين إلى شهرين، مع إمكانية ممارسة التمارين النشطة لمدة تصل إلى ستة شهور.

## التكاليف
عملية زراعة العظام هي أكثر من كونها عملية بحد ذاتها فقط، فتكلفة الثلاثة أشهر كاملة من عملية اتحاد العظم المزروع من العظم الجانبي الخلفي القطني للعمود الفقري المدعم مع الطعم الممدد تتراوح تقريبا من 33.860$ إلى 37.227$ ،هذا السعر يشمل كل الزيارات إلى المستشفى وخارجها خلال الثلاثة أشهر، بالإضافة إلى سعر العظم المزروع نفسه (يتراوح من 250$إلى 900$).
هنالك نفقات أخرى أيضًا تضم :أتعاب إعادة تأهيل المريض بعد العملية (5000$-7000$) ، والبراغي والقضبان (7500$) ،و الغرفة ومائدة الطعام (5000$) ، وغرفة العمليات (3500$) ،و المعدات المعقمة (1100$) ، والمعالجة الفيزيائية (1100$) ،و أتعاب الجراح (3500$) ،و أتعاب طبيب التخدير (350$-400$ لكل ساعة) ،و الأجور الطبية (1000$), ونفقات إضافية للخدمات مثل الإمدادات الطبية، وعمليات الفحص ومعدات أخرى.

## قراءات إضافية
- Desai، AJ؛ Thomas، R؛ Tarun Kumar، AB؛ Mehta، DS (2013). "Current concepts and guidelines in chin graft harvesting: A literature review". International Journal of Oral Health Sciences. ج. 3 ع. 1: 16–25. DOI:10.4103/2231-6027.122094. مؤرشف من الأصل في 2018-06-01.{{استشهاد بدورية محكمة}}:  صيانة الاستشهاد: دوي مجاني غير معلم (link)